# 早間美空
早間 美空（はやま みく、2005年5月14日 - ）は、広島県福山市出身の女子サッカー選手。サンフレッチェ広島レジーナ所属。ポジションはミッドフィールダー。

## 来歴

### ユース
4歳のとき、兄の影響でサッカーを始める。小学生年代は福山市にあるクラブチーム、福山ローザスセレソンでプレーした
（アンジュヴィオレBINGOはアンジュヴィオレ広島とローザスセレソンとの提携で発足したチーム）。JFA エリートプログラムU13が初代表招集になる。
中学生年代は福山市にあるバイエルンツネイシ（現FCツネイシ）でプレー、元岡山湯郷Belleの福原理恵らから指導を受ける。
高校女子サッカー界の強豪、十文字高等学校へ越境入学する。高校時代はサイドバック・サイドハーフ・アンカー・インサイドハーフなど複数ポジションを経験した。高校3年時にはサッカー部副キャプテンを務め、チームのエースとして10番を背負った。高校在学中に地元サンフレッチェ広島レジーナへの入団内定が決まる。

### シニア
2024年2月、サンフレッチェ広島レジーナへ正式加入。新人同期は古賀花野・藤生菜摘で高校からの加入は早間のみになる。また通信制の早稲田大学人間科学部eスクールに入学している。

### 代表
高校生年代に世代別の日本代表に選ばれているが、2022 FIFA U-17女子ワールドカップには出場していない。
2023年9月にU-19日本女子代表候補に初選出されるが、AFC U20女子アジアカップ2024には出場していない。
2024年9月にコロンビアで開催された2024 FIFA U-20女子ワールドカップに選出された。

## 個人成績

### クラブ
| クラブ                     | シーズン | リーグ | 背番号 | リーグ戦 | リーグ戦 | カップ戦 | カップ戦 | リーグ杯 | リーグ杯 | AFC  | AFC  | 合計 | 合計 |
| クラブ                     | シーズン | リーグ | 背番号 | 出場     | 得点     | 出場     | 得点     | 出場     | 得点     | 出場 | 得点 | 出場 | 得点 |
| -------------------------- | -------- | ------ | ------ | -------- | -------- | -------- | -------- | -------- | -------- | ---- | ---- | ---- | ---- |
| 十文字高校                 | 2023     | —      | 10     | —        | —        | 1        | 0        | —        | —        | —    | —    | 1    | 0    |
| サンフレッチェ広島レジーナ | 2023-24  | WE     | 16     | 6        | 0        | 1        | 0        | -        | -        | -    | -    | 7    | 0    |
| サンフレッチェ広島レジーナ | 2024-25  | WE     | 16     | 9        | 1        | 1        | 0        | 1        | 0        | -    | -    | 11   | 1    |
| サンフレッチェ広島レジーナ | 2025/26  | WE     | 16     |          |          |          |          |          |          | -    | -    |      |      |
| サンフレッチェ広島レジーナ | 通算     | 通算   | 通算   | 15       | 1        | 2        | 0        | 1        | 0        | 0    | 0    | 18   | 1    |
| 通算                       | 日本     | 日本   | 1部    | 15       | 1        | 2        | 0        | 1        | 0        | 0    | 0    | 18   | 1    |
| 通算                       | 日本     | 日本   | その他 | 0        | 0        | 1        | 0        | 0        | 0        | 0    | 0    | 1    | 0    |
| 総通算                     | 総通算   | 総通算 | 総通算 | 15       | 1        | 3        | 0        | 1        | 0        | 0    | 0    | 19   | 1    |

- WEリーグ
  - 初出場 - 2024年4月14日 第14節 マイナビ仙台レディース戦 (味の素フィールド西が丘)[8]

### 代表
- U-20日本代表
  - 2024年 - FIFA U-20女子ワールドカップ

## タイトル

### クラブ
- サンフレッチェ広島レジーナ
  - WEリーグカップ: 1回 (2024-25)